# Rohoźnica Mała
Rohoźnica Mała (biał. Малая Рагозніца; ros. Малая Рогозница) – wieś na Białorusi, w obwodzie grodzieńskim, w rejonie mostowskim, w sielsowiecie Piaski, przy drodze republikańskiej P50.
W dwudziestoleciu międzywojennym leżała w Polsce, w województwie białostockim, w powiecie wołkowyskim, w gminie Krzemienica.
1 września 1937 nazwę zmieniono na Wola Marszałka.